# Vodní elektrárna Tucuruí
Vodní elektrárna Tucuruí (portugalsky Usina Hidrelétrica de Tucuruí) je vodní dílo na řece Tocantins v Brazílii.

## Hydrogeografická charakteristika

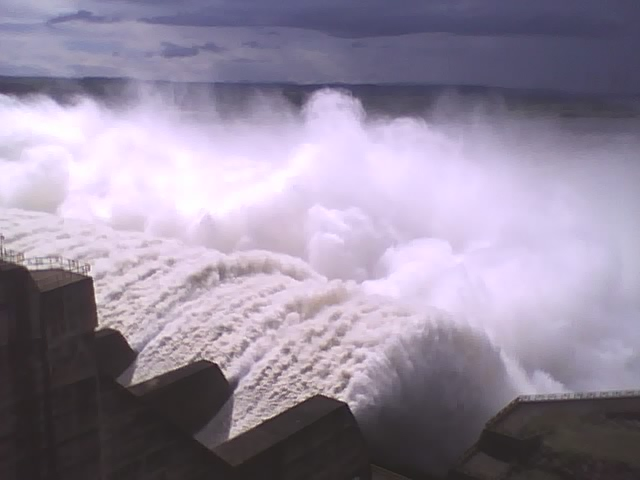
Typický přeliv typu "skokanský můstek"

Obrovské vodnosti největší řeky na světě Amazonky nelze pro její malý spád na rozlehlém území využít. Všechny její pravostranné přítoky však do Amazonské pánve přitékají na prudkých spádech v reliéfech, pro stavbu energetických vodních děl využitelných. Jedná se o veletoky Madeira, Tapajós a Xingú.  Stejně se chová i řeka Tocantins , která sice k přítokům Amazonky nepatří, ale do Amazonské pánve přitéká a ústí do moře v těsné blízkosti jejího ústí. Průměrného průtoku přes 10 000 m³/s dosahuje v místě, kde reliéf umožňuje výstavbu hráze s vytvořením spádu kolem 70 m. V těchto místech se nalézala malá rybářská a obchodní osada Tucuruí. V dobách, kdy výstavba vodních děl byla v tropických zemích ohledy na životní prostředí omezována jen velmi málo, zamířila pozornost stavitelů právě tam.
Provozem elektrárny byla v tomto místě později upřesněna následující hydrologická charakteristika řeky Tocantins.  
|         | rok    | leden   | únor   | březen | duben  | květen | červen | červenec | srpen | září  | říjen | listopad | prosinec |
| ------- | ------ | ------- | ------ | ------ | ------ | ------ | ------ | -------- | ----- | ----- | ----- | -------- | -------- |
| průměr  | 11 107 | 15 3015 | 20 815 | 24 319 | 23 802 | 15 319 | 7 684  | 4 499    | 3 125 | 2 340 | 2 661 | 4 592    | 8 815    |
| maximum | 18 884 | 35 803  | 44 249 | 55 300 | 49 443 | 33 300 | 14 344 | 7 740    | 5 557 | 4 377 | 5 641 | 10 297   | 18 561   |
| minimum | 6 068  | 5 590   | 7 197  | 10 317 | 13 463 | 9 074  | 3 923  | 2 276    | 1 655 | 1 320 | 1 267 | 1 714    | 2 762    |

## Popis vodního díla
Přehradní nádrž byla vybudována ve dvoukilometrovém řečišti řeky a skládá se ze zemní sypané a betonové části. Celková délka je spolu s pomocnými hrázemi 12,5 km, hlavní část je dlouhá 6,9 km. Lomená betonová část o délce 1450 m se skládá z přelivové hráze a dvou hrází s elektrárnami. Výška hráze nad terénem je 78 m, celková výška však při mohutných hlubokých základech činí 106 m. Přelivový systém obsahuje 20 polí o šířce 21 m a umožňuje přeliv 110 000 m³/s, což v době dostavby 1. etapy byla nejvyšší hodnota na světě. Tento průtok spolu s celkovou hltností elektráren umožňuje převod dvojnásobku stoleté povodně a byl dimenzován na tuto hodnotu pro schopnost rychlého převodu vody v případě rychlých kulminačních vln. Takové řešení pak umožňuje celoroční udržovaní vysoké provozní hladiny pro výkony na elektrárnách.
Zatopená plocha přehradního jezera 2 850 km² řadí přehradní nádrž do první desítky na světě, objem nádrže  je 45,5 km³, z toho 32 km³ připadá na užitečný objem.
Maximální pracovní hladina je ve střední nadmořské výšce 72 m. Pracovní spád pro Francisovy turbíny se však mění ve značném ročním kolísání od 61 do 70 m.
V elektrárně 1. generace, která se nachází uprostřed mezi přelivovou částí a elektrárnou 2. generace, bylo instalováno 12 jednotek o výkonu 350 MW a dvě malé provozní jednotky o výkonu 2 x 22,5 MW.
Elektrárna 2. generace obsahuje 12 jednotek o výkonu 330 MW. Shodné rozměry obou elektráren jsou 405 x 58 m.
Ne levém břehu byl vybudován dvoukomorový zdymadlový systém s mezilehlou nádrží o celkové délce 5,5 km. Jednotlivé komory mají rozměr 210 m x 330 m o výšce 36,5 m a 35 m. Stavba vodního díla tak byla přínosem pro lodní dopravu, neboť v místech překlenutí nebyla řeka splavná.
Celkový stanovený výkon obou elektráren je 8 370 MW. Celková roční výroba obou elektráren se pohybuje kolem 40 miliard kWh.

## Historie projektu a výstavby
První práce na projektu spadají do konce 50. let 20. století. Hlavním iniciátorem masivního vývoje brazilské vodní energetiky byly požadavky na zpracování místních ložisek bauxitu. V roce 1963 zpracovala Brazilská hydrologická služba data z měření průtoku Amazonky pro odhady průtokových poměrů všech jejich přítoků a řeky Tocantins. V době vojenské diktatury, kdy jediným omezením vodní energetiky byly finanční zdroje, začalo budování první etapy vodního díla Tucuruí za finanční i technologické pomoci Francie. Stavba první etapy začala koncem roku 1975, v září 1978 byla řeka přehrazena a odkloněna do stavební jámy první elektrárny, k plnění nádrže došlo v září 1984 a v listopadu 1984 byla stavba první etapy dokončena. Po poklesu jarní povodňové vlny v roce 1985 byla přehradní nádrž napuštěna.
Francisovy turbíny byly navrženy ve Francii v hydrodynamických laboratořích v Grenoblu. Po instalaci prvních šesti turbín francouzského výrobce bylo instalováno dalších šest turbín domácí výroby. Instalovaný výkon dosáhl dosáhl 4 250 MW a roční výroba se pohybovala kolem hodnoty 21,5 miliardy kWh.
V podmínkách funkčního provozu přelivové části a první elektrárny, byly v suché jámě na levém břehu od roku 1998 realizovány práce na druhé etapě. Elektrárna druhé etapy byl zprovozněna v dubu 2007 a v roce 2010 byl zprovozněn zdymadlový systém.

## Distribuční systém Tucuruí – Macapá – Manaus
S velkoleposti brazilské vodní energetiky koresponduje i distribuční síť 500 kV Tucuruí–Macapá–Manaus, která se odvíjí od elektrárny Tucuruí, navazuje na výkon elektrárny Belo Monte, podél řeky Xingú míří k Amazonce, kterou překonává u říčního přístavu Almerim. Tok největší řeky na světě překonává přemostěním pravého ramene na ostrov Ilha de Jurupuri a dále na levý břeh. V tomto místě překonává délku 2130 m mezi stožáry č 238 a 241, srovnatelnými výškou s Eiffelovou věží. Na východ pak vedení pokračuje k ústí do přístavu Macapá, na západ k soutoku s Rio Negro do města Manaus. Od Manausu pokračuje na sever do oblastí dříve smluvně zásobovaných problematickou venezuelskou elektrárnou Gurí. Na trase 1 800 km zajišťuje ve vzdálenostech po 500 m výkonovou propustnost 2 400 MW 3 600 stožárů o výškách od 43 do 135 m. 

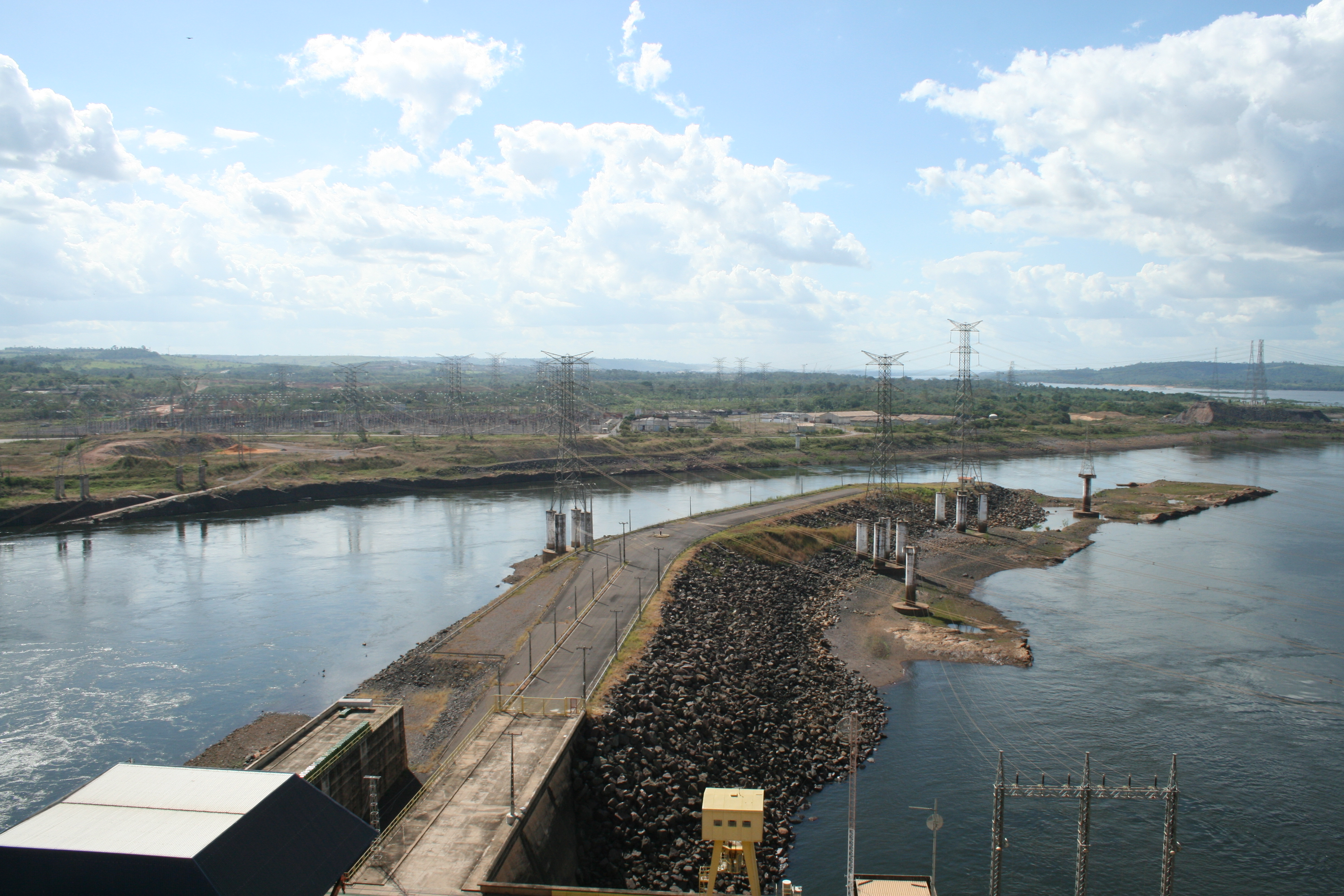
Počátek trasy pod přehradou Tucuruí
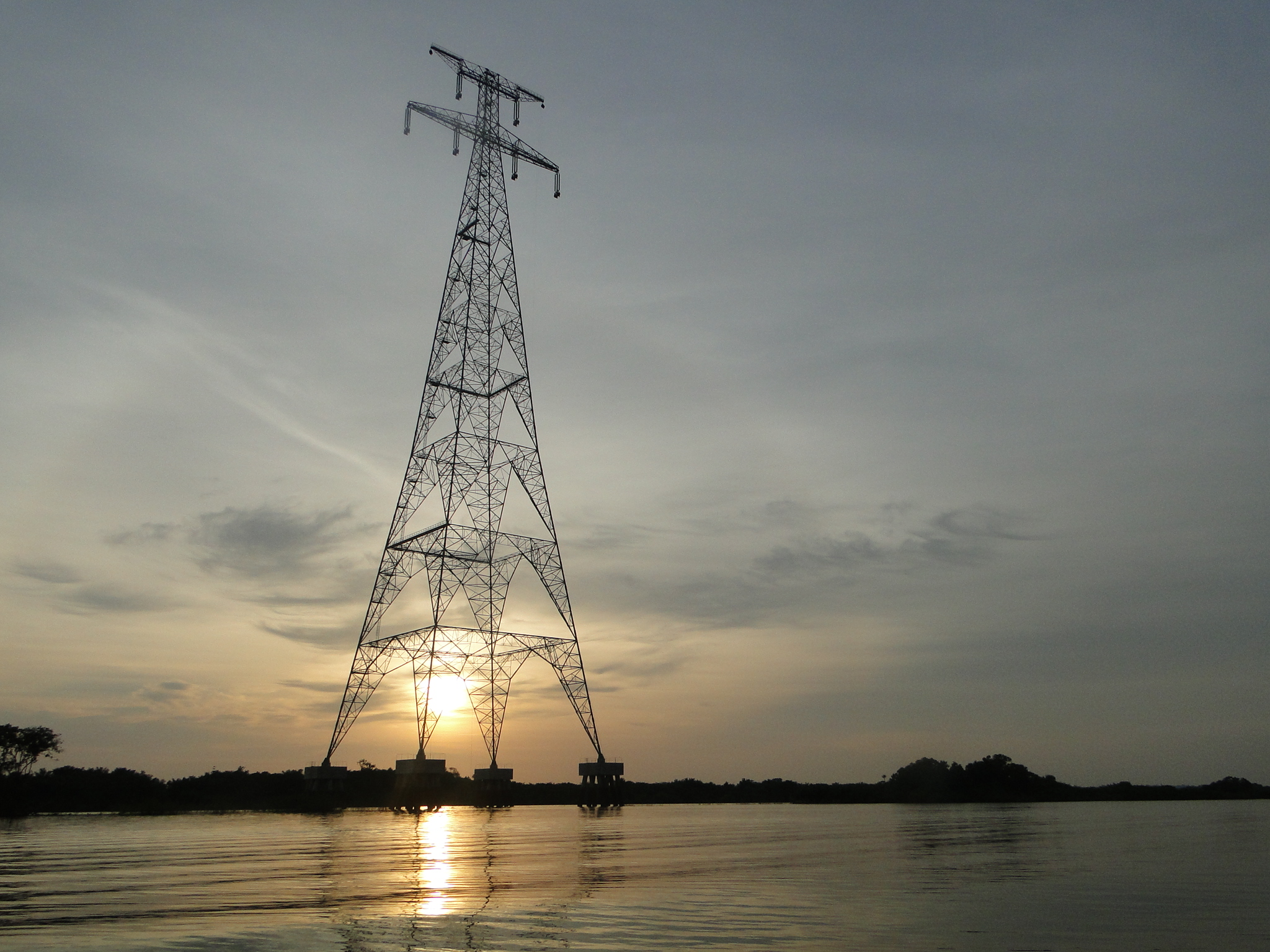
Amazonka a 500 kV
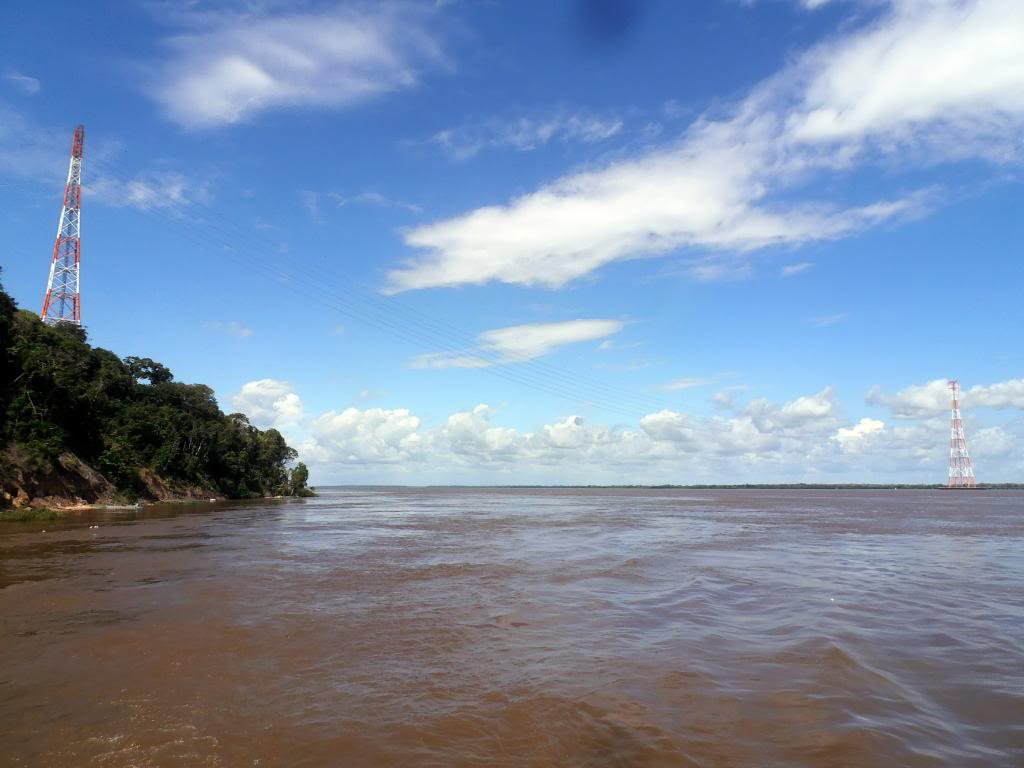
Vyvýšenina levého břehu Amazonky
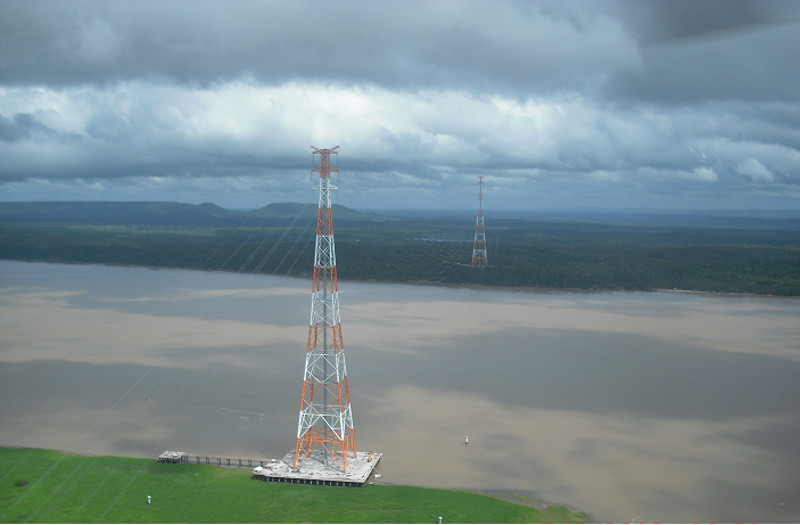
Stožáry 238 a 241 směrem od ostrova Jurupuri
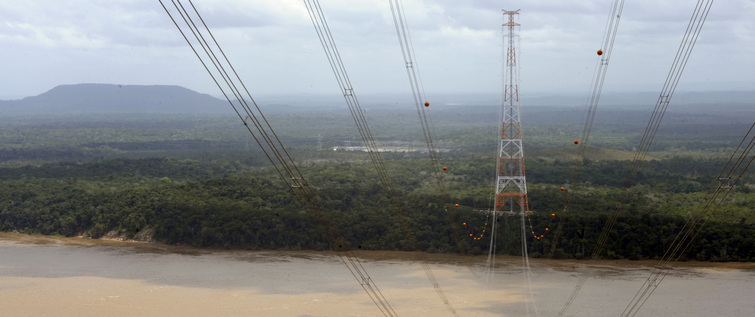
Pohled na Amazonku s vrcholu stožáru
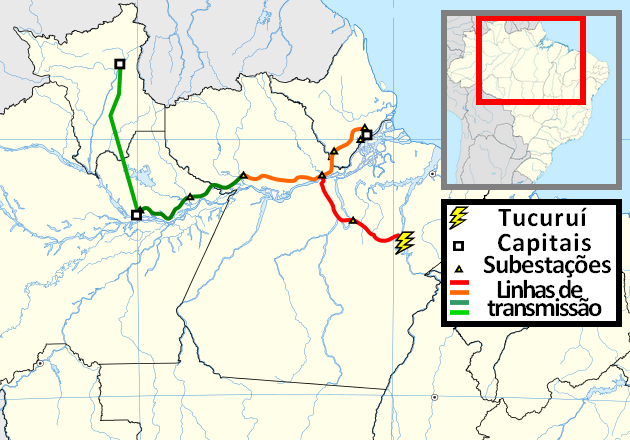
Mapa trasy vedení

## Současnost a budoucnost
Projekt a výstavba první etapy spadají do období bez vlivu veřejného mínění, možnost případných změn v projektu druhé etapy pak připadla až na období po napuštění nádrže. Výkon elektráren zajišťují jednoduché konstrukce osvědčených turbín při středním tlaku, trvanlivost betonu byla prověřena ve všech variantách od mokré, střídavé až suché oblasti. Zemědělství se začalo vyvíjet až na březích přehradního jezera, produkce ryb v zasažené oblasti vzrostla více než desetinásobně.

Plocha přehradního jezera je největší zatopenou oblastí deštného tropického lesa na světě. Voda z hladiny jezera i vývařiště elektrárny se stala základním modelovým materiálem pro studium emisí oxidu uhličitého a metanu z oblastí zatopených tropických lesů.  

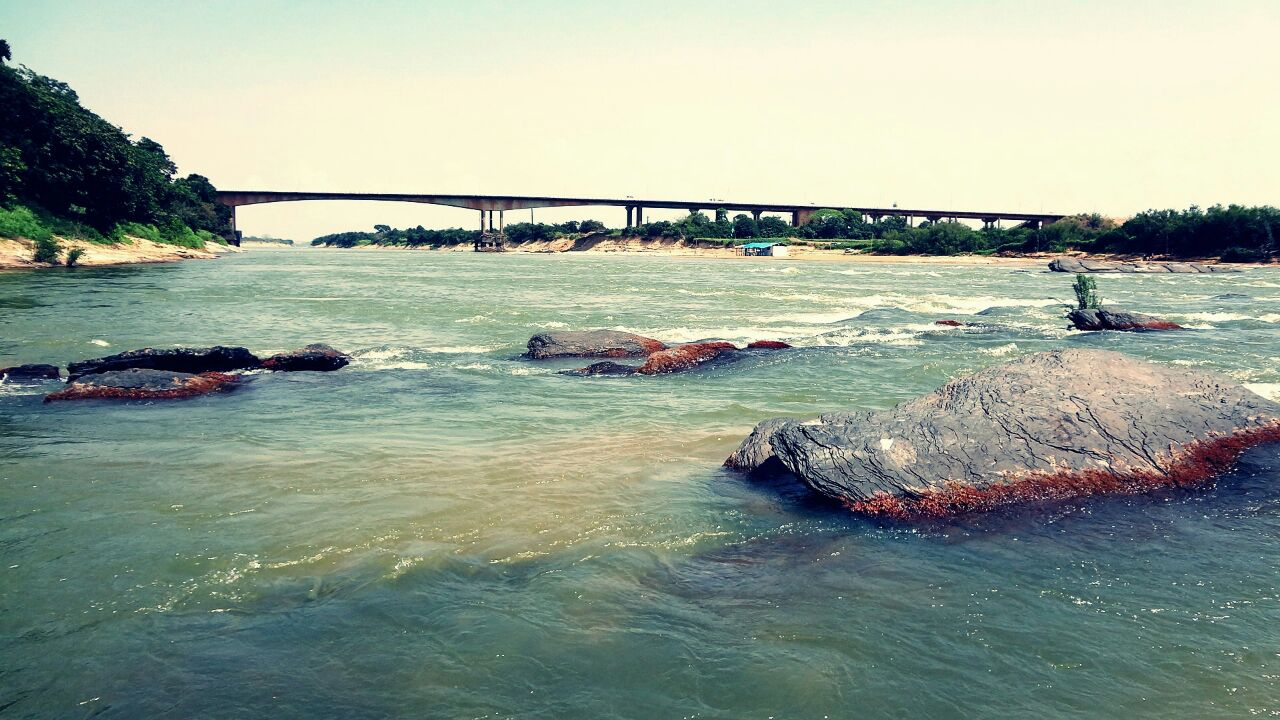
Řeka Tocantins nad vodním dílem, dnes dno jezera
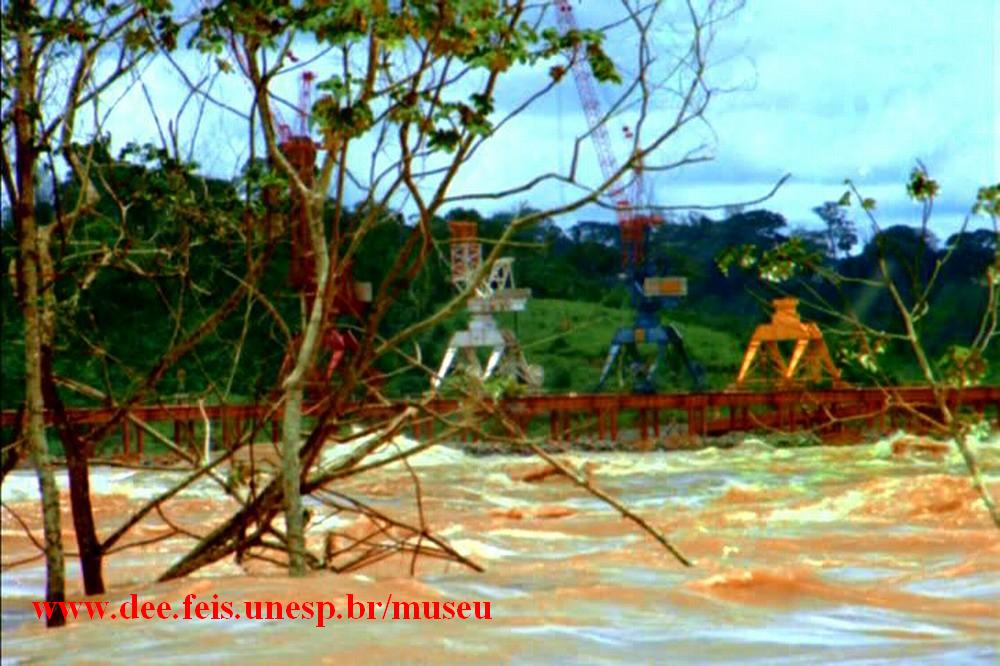
Proud řeky při pravém břehu v době přípravy suché jámy první etapy
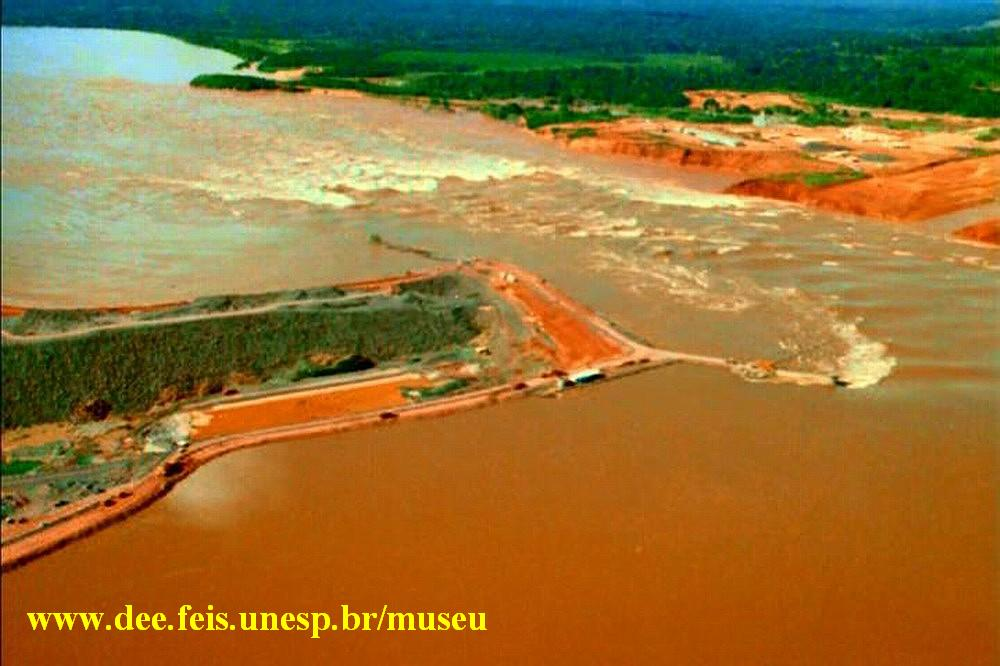
V začátku navážek pro budování první stavební jámy
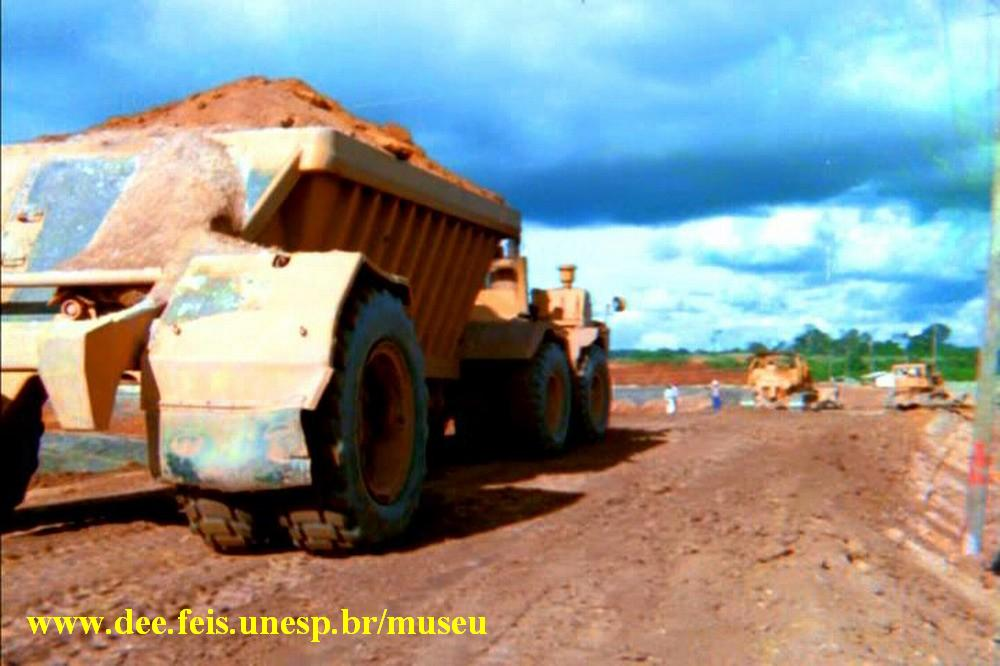
Navážka při přehrazení 1978
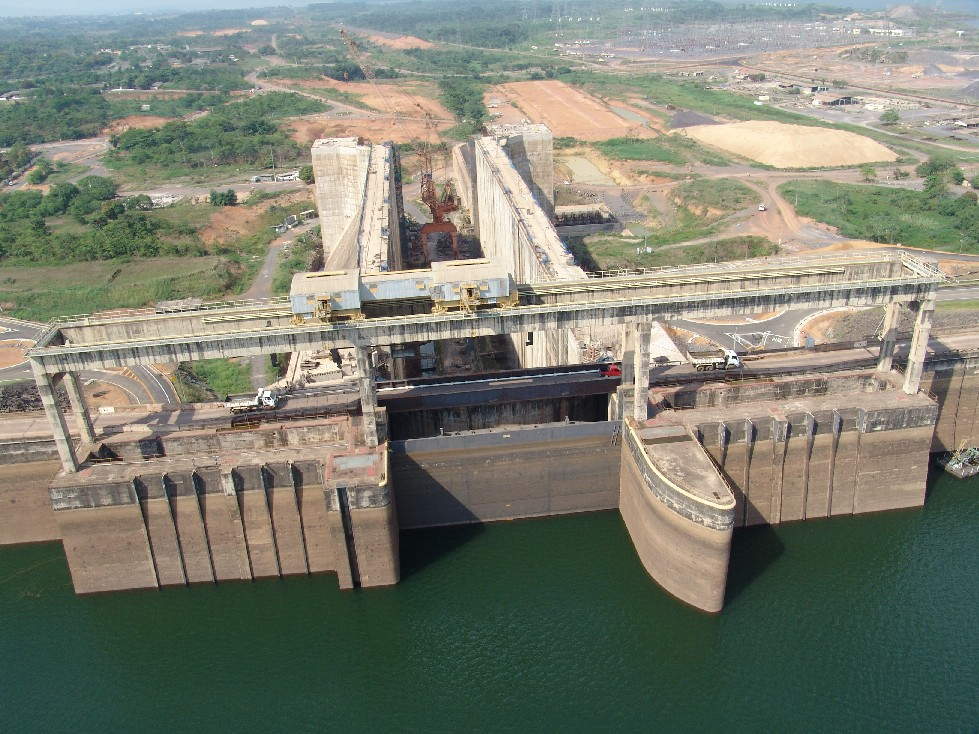
Vrchní část zdymadlového systému byla vybudována spolu s první elektrárnou
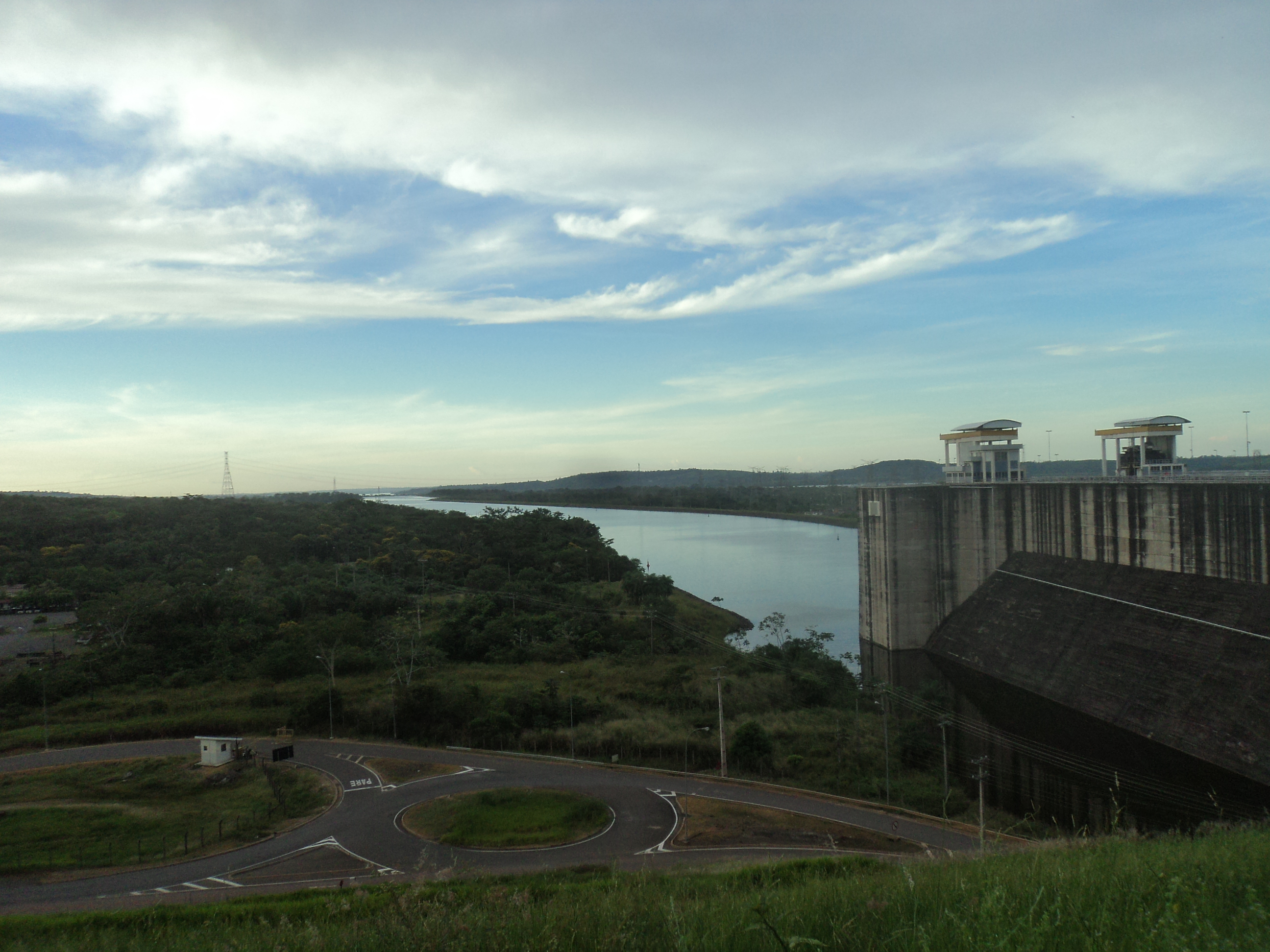
Pohled na vrchní zdymadlo nad spojovacím jezerem
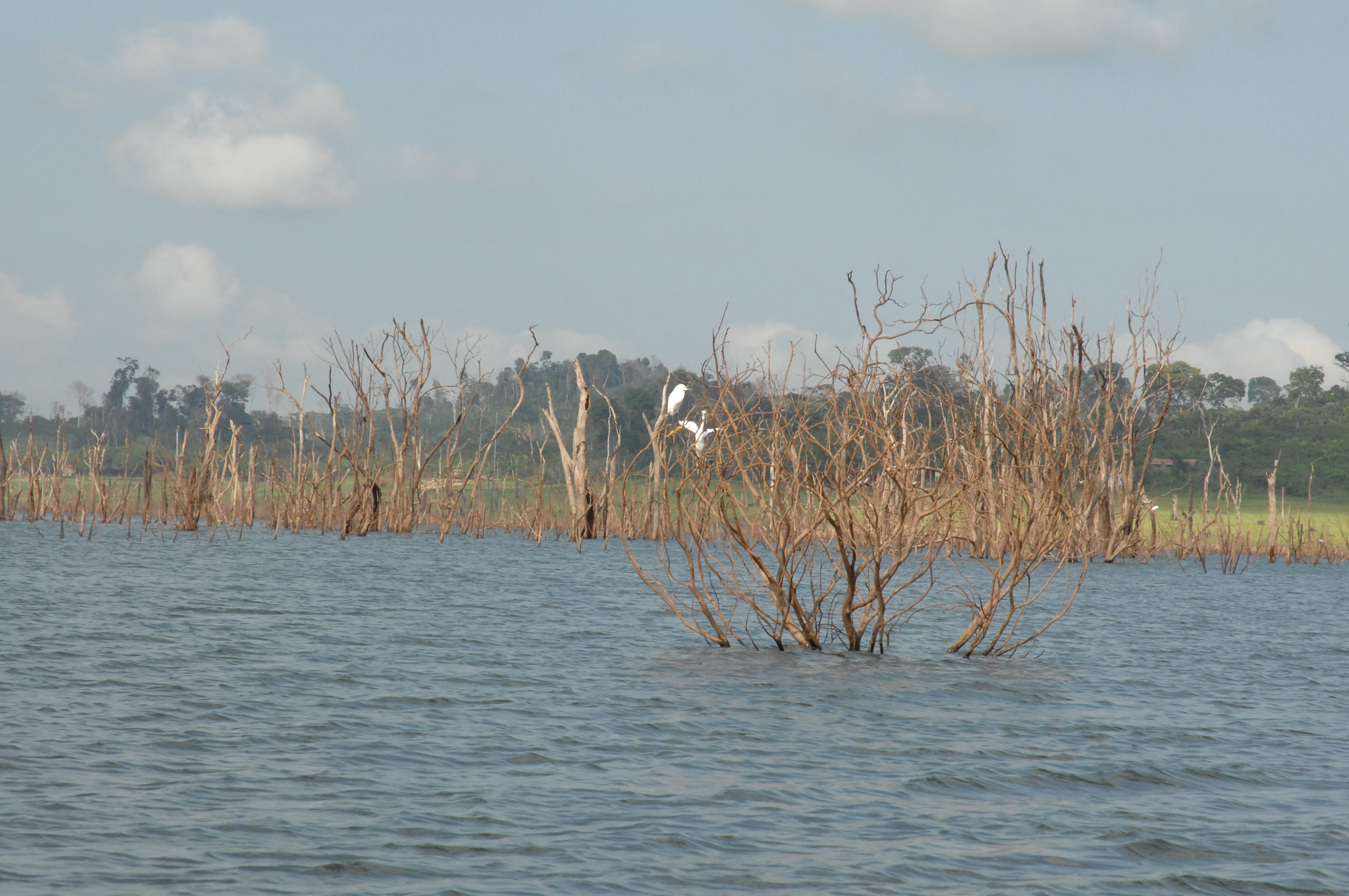
Laguna přehradního jezera